# Solo lunar

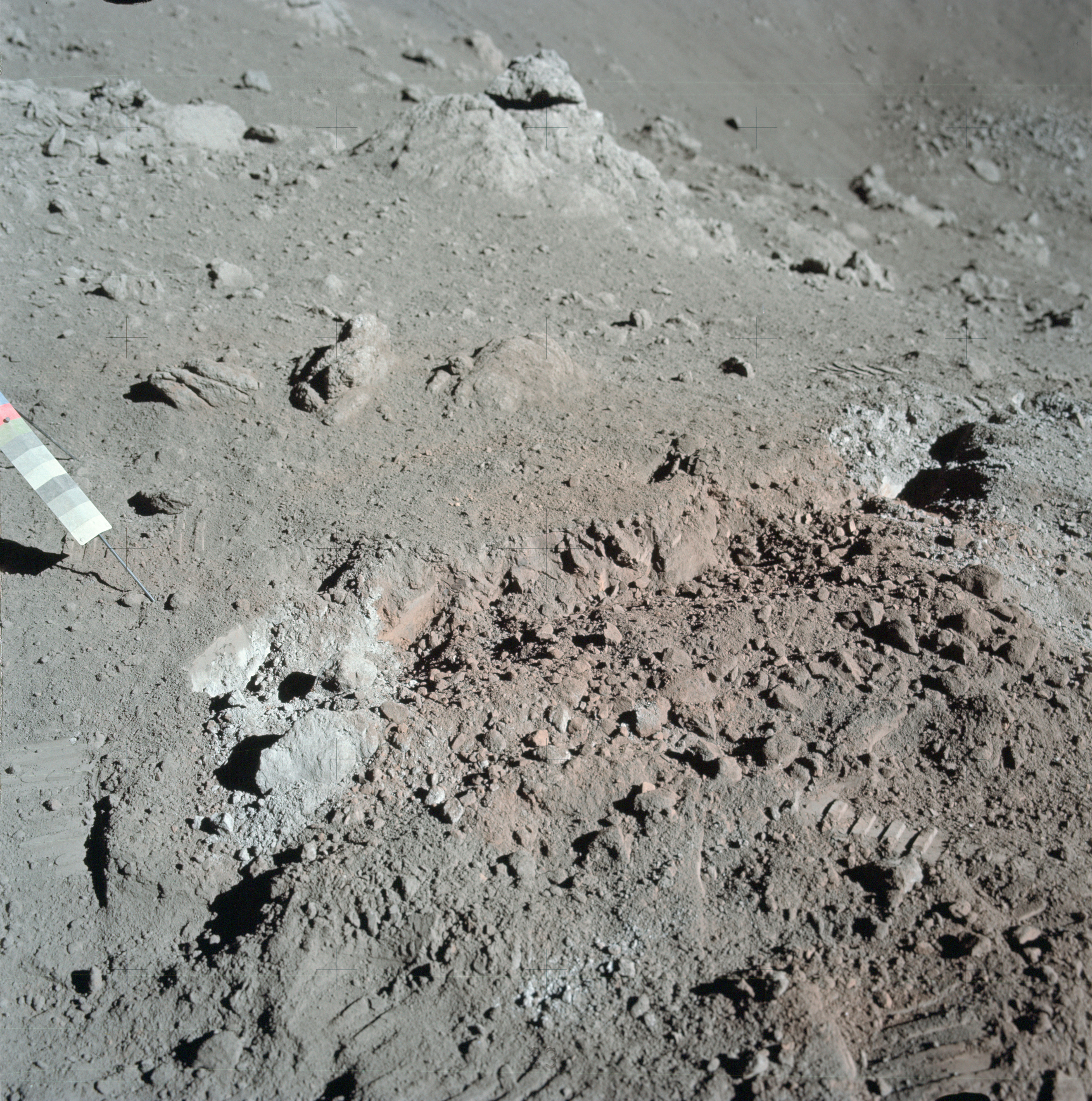
Solo laranja encontrado na Apollo 17, resultado de contas de vidro vulcânicos

O solo lunar é a fração fina do regolito encontrado na superfície da Lua. Suas propriedades podem diferir significativamente daquelas do solo terrestre. As propriedades físicas do solo lunar são principalmente o resultado da desintegração mecânica das rochas basáltica e anorthosítica, causadas por impactos meteóricos contínuos e bombardeio por partículas atômicas carregadas de energia solar e interestelar ao longo dos anos. Alguns argumentaram que o termo solo não é correto em referência à Lua porque, na Terra, o solo é definido como tendo conteúdo orgânico, enquanto a Lua não possui. No entanto, o uso padrão entre cientistas lunares ignora essa distinção.

## Processos de formação
Os principais processos envolvidos na formação do solo lunar são:
- Trituração: quebra mecânica de rochas e minerais em partículas menores por impactos de meteoritos e micrometeoritos;

- Aglutinação: soldagem de fragmentos de minerais e rochas em conjunto com vidro produzido com impacto de micrometeorito;

- Espalhamento de vento solar e fragmentação de raios cósmicos causados por impactos de íons e partículas de alta energia.

Esses processos continuam a alterar as propriedades físicas e ópticas do solo ao longo do tempo, e é conhecido como erosão espacial.

## Mineralogia e composição
O solo lunar é composto de vários tipos de partículas, incluindo fragmentos de rochas, fragmentos mono-minerais e vários tipos de vidros, incluindo partículas aglutinadas, esférulas vulcânicas e de impacto.

## Propriedades
A importância de adquirir conhecimento adequado das propriedades lunares do solo é grande. O potencial para construção de estruturas, redes de transporte terrestre e sistemas de disposição de resíduos, para citar alguns exemplos, dependerá de dados experimentais do mundo real obtidos a partir do teste de amostras de solo lunar. A capacidade de carga do solo é um parâmetro importante no projeto de tais estruturas na Terra.

### Oxigênio
As amostras retornadas da superfície lunar contêm 40 a 45% de oxigênio em peso. isso poderia ser extremamente útil para futuros colonos lunares, tanto para respirar quanto para a produção local de combustível de foguete.
Para extrair o oxigênio, um sistema de protótipo usa um método chamado eletrólise de sal fundido, envolvendo a colocação de poeira lunar, também chamada regolito, em uma cesta de metal com sal de cloreto de cálcio fundido para servir como eletrólito, aquecido a 950 °C. A esta temperatura, o regolito permanece sólido. A passagem de uma corrente faz com que o oxigênio seja extraído do regolito e migre através do sal para ser coletado em um ânodo e também converte o regolito em ligas metálicas utilizáveis.